# 청춘을 맨발로
청춘을 맨발로는 1973년 공개된 대한민국의 영화이다.

## 배역
- 신성일
- 김창숙
- 이대엽
- 독고성
- 백일섭
- 김남일
- 김신재
- 장훈
- 황백
- 김문주
- 이강조
- 박기택
- 권오상
- 조영수
- 이연숙
- 이희숙
- 이은실